# Teatro nacional de Grecia
El Teatro nacional de Grecia (en griego:  Εθνικό Θέατρο) tiene su sede en la ciudad de Atenas, la capital de Grecia.
El teatro fue fundado originalmente en 1880 con un aporte del rey Jorge I y Efstratios Rallis para dar un hogar permanente al teatro en Atenas. Las bases de este nuevo proyecto se pusieron en la calle Agiou Konstantinou y el edificio fue diseñado por el arquitecto Ernst Ziller. A pesar de los problemas para que el edificio fuese terminado en el tiempo previsto, se completó finalmente a finales de 1890 y en 1900 Angelos Vlachos fue nombrado su Director.
El teatro entró en un periodo de decadencia. De vez en cuando fue el anfitrión de compañías teatrales extranjeras, hasta 1932. Se mantuvo cerrado hasta que el Teatro Nacional fue oficialmente fundado, en virtud de una ley del parlamento firmada por el ministro de Educación, Giorgos Papandreou, el 30 de mayo de 1932.